# 11e escadrille
La 11e escadrille (néerlandais : 11de Smaldeel) est une escadrille d'instruction de la composante aérienne des forces armées belges déployée sur la base aérienne de Cazaux en France dans le cadre du projet Advanced Jet Training School (AJeTS).

## Historique

### Première Guerre mondiale
La 11e escadrille de chasse fut la troisième et dernière escadrille de l'Aviation Militaire Belge créée durant la Première Guerre mondiale. Elle fut créée le 1er mars 1918 sur l'aérodrome de Les Moëres près de Furnes. Elle fut intégrée au premier "wing" belge, le Groupe de Chasse. Elle fut opérationnelle le 28 mai 1918. Elle fut équipée de Sopwith Camel provenant de la 1re escadrille et de quelques Hanriot-Dupont 1 et fut placée sous le commandement de Paul Hiernaux. Elle utilisa comme insigne, celui personnel de Willy Coppens, qui était une cocotte blanche. Elle comptabilisa sa première victoire le 27 septembre 1918. Elle fut créditée sur la Première Guerre mondiale de 7 victoires homologuées sur 12 réclamées. Deux de ses pilotes furent tués et un blessé au combat.
Ces succès coïncident avec l'avance de l'armée belge en septembre 1918. Pour appuyer cette avance, la 11e escadrille fut déplacée à Moerkerke près de la frontière néerlandaise le 30 octobre 1918.
|  |  |

### Entre-deux-guerres
Après l'armistice, la 11e escadrille participe à l'occupation de la Rhénanie. Elle opère à partir de Bochum jusqu'au 5 juillet 1919 où elle fut déplacée à Berchem-Sainte-Agathe jusqu'à sa dissolution en août 1919. En mars 1920, l'escadrille revoit le jour à Berchem-Sainte-Agathe avec les mêmes dénomination, insigne, appareils et quelques Fokker D-VII obtenus des Allemands comme dommages de guerre. Le lieutenant Albert Massaux en reçoit le commandement. Dans les mois qui suivent, l'escadrille bouge vers Wilrijk avant de retourner à Bochum le 9 juillet 1920. Durant son stationnement en Allemagne, elle est convertie sur Airco DH.4. Le 5 janvier 1922, l'escadrille est affectée à Bierset pour la première fois jusqu'à son déménagement pour Schaffen au début de l'année 1923. Le 19 février 1923, l'escadrille est de nouveau dissoute.
En 1935, les escadrilles basées à Bierset sont réorganisées et deviennent les 9 et 11e escadrilles du 5e Groupe du 1er Régiment d'Aéronautique. Initialement équipées de Breguet XIX, elles reçoivent rapidement des appareils de conception belge, les Renard R 31. Leur mission passe du bombardement à l'observation. En 1938, le "Sioux" apparait sur les avions du 5e Groupe. Le "Sioux" de la 11e est cerclé de rouge alors que celui de la 9e est cerclé de bleu. La devise est alors « Ténacité »

### Seconde Guerre mondiale
Juste avant le début de la guerre, la 11e escadrille est assignée au 6e Groupe commandé par le commandant Dumonceau alors que la 9e escadrille reste attachée au 5e Groupe. Pour améliorer la mobilité et le déploiement, chaque groupe se vit adjoindre une escadrille de maintenance, un train de campagne de 25 véhicules et une unité anti-aérienne équipée de Bofors 40 mm.
Sous les ordres du capitaine Henri de la Lindi, la 11e escadrille prit une part active dans la campagne des 18 jours.
Au matin du 10 mai, l'escadrille rejoignit son champ d'aviation de diversion à Hannut, quelques heures avant le bombardement de l'aérodrome de Bierset par des Dornier 17 allemands. La 11e escadrille fut une des 3 escadrilles qui continua le combat jusqu'à la reddition du 28 mai 1940 et sa dissolution. Ensemble, les 9e et 11e escadrilles exécutèrent 54 missions de combat dans lesquelles elles perdirent trois pilotes et 11 appareils.

### Guerre Froide
Après la guerre, la 11e escadrille fut, le 25 avril 1951, recrée comme une escadrille de chasse de nuit et intégrée au 1er wing de chasse basé à Beauvechain.
Elle fut dotée de de Havilland Mosquito NFXXX et reçut un nouvel insigne, une chauve-souris grise aux ailes noires posée sur un triangle inversé jaune.
À l'été 1952, elle entra dans l'ère du réacteur en recevant des Gloster Meteor NFXI. Elle fut la seule escadrille à recevoir le statut d'unité opérationnelle sur ce type d'appareil, et ce le 10 septembre 1956. Le 17 décembre 1957, elle fut également la première escadrille non-canadienne à recevoir des Avro Canada CF-100 Canuck. L'unité fut dissoute le 3 novembre 1960 à Beauvechain.

### Escadrille de formation

#### Saint-Trond
En 1971, une restructuration importante du système de formation entraine la création de nouvelles escadrilles d'instruction. La 11e escadrille est reformée le 14 mai novembre et forme avec les 7e et 9e escadrilles le Centre de Perfectionnement basé à sur la base aérienne de Brustem à Saint-Trond. Sa mission initiale est de former les élèves-pilotes au vol sur instruments sur Lockheed T-33. Cet appareil fut déclassé le 23 août 1979.
La première livraison de son successeur, l'Alpha-jet débuta le 7 décembre 1978 et la formation sur cet avion débuta en 1979. La mission de l'escadrille devenait la formation au combat air-air combiné aux tactiques air-sol (Initial Operational Training (IOT)).

#### Beauvechain
Le 19 novembre 1996, toutes les unités d'entrainement furent réunies sur la base de Beauvechain, une ancienne base de défense aérienne.
En 2000, les Alpha-jet furent mis à jour avec l'Inertial Reference System combiné à l'affichage tête haute qui permettent la simulation des tactiques en usage sur F-16.
Le 30 août 2001, une nouvelle réorganisation des escadrilles de formation fit s'accroitre les missions de l'escadrille. Elle reprit la formation Advanced Flying Training (AFT) de la 7e escadrille. Durant l'AFT, les élèves ayant terminé leur formation sur SF260 faisaient leurs premiers pas sur appareils équipés de réacteurs et devenaient pilotes à la fin de leur instruction. Par après, ils restaient dans la 11e escadrille pour compléter leur formation.

#### Cazaux
Dans le cadre d'un programme européen de formation, l'Advanced Jet Training School (AJeTS), la 11e escadrille s'installa sur la base aérienne de Cazaux en France le 14 septembre 2005. Le transfert des appareils avait débuté en 2004. Les Alphajet améliorés belges opèrent à côté des Alphajet non-améliorés français pour fournir aux élèves-pilotes belges et français leurs premiers vols opérationnels.
Les élèves et les instructeurs portent les insignes et les traditions de la 11e escadrille belge et de l'Escadron de Chasse 2/8 "Nice" français. Après le déménagement complet de la flotte, la mission AFT fut reprise, aussi dans le cadre du projet AJeTS, par l'école de l'Aviation de Chasse de la base aérienne de Tours.

## Commandants
- Paul Hiernaux: mars 1918 - 11 novembre 1918[1],[10]
- Capitaine Henri de la Lindi : ? - 28 mai 1940

## Aérodromes
1. Les Moëres: mai 1918 - octobre 1918
2. Moerkerke: octobre 1918 - 11 novembre 1918[10],[1]
3. Bochum (Allemagne) : novembre 1918 - juillet 1919 et 1920 - 1922
4. Berchem-Sainte-Agathe juillet 1919 - 1920
5. Wilrijk : 1920
6. Bierset : 1922 - 1923 et 1935 - 1940
7. Schaffen : 1923
8. Beauvechain : 1951 - 1960 et 1996 - 2005
9. Cazaux 2005 - 2019
10. CRC Beauvechain 2020 - actuellement

## Appareils
- Hanriot HD.1
- Sopwith Camel
- SPAD XIII
- Fokker D-VII
- DH-4
- Breguet XIX
- Renard R 31
- Mosquito NF30
- Meteor NF30
- Avro Canada CF-100 Canuck
- Lockheed T-33
- Alpha-jet

## Sources
- (en) Cet article est partiellement ou en totalité issu de l’article de Wikipédia en anglais intitulé « 11 Squadron (Belgium) » (voir la liste des auteurs).
- (en) Walter M. Pieters, Above Flanders' fields : a complete record of the Belgian fighter pilots and their units during the Great War, 1914-1918, Londres, Grub Street, 1998, 123 p. (ISBN 978-1-898697-83-1)
- Champagne, Jacques P. & Detournay, Gaston L. Blasons Familiers d'une Chevalerie Nouvelle. Éditions CARACTERE - Arlon
- Mangin, Jean A. & Champagne, Jacques P & Van Den Rul, Marcel A. Sous nos ailes. G. Everling - Arlon (1977)
- Decock, Jean P. & Hanon Jean M. & Nemry S. 11 BAT SQUADRON STORY. SYNERGIC - Sart Dames Avelines, 1988